# Eucypris kerkyrensis
Eucypris kerkyrensis är en kräftdjursart som beskrevs av Stephanides 1937. Eucypris kerkyrensis ingår i släktet Eucypris och familjen Cyprididae. Inga underarter finns listade i Catalogue of Life.